# بان آم الرحلة 214

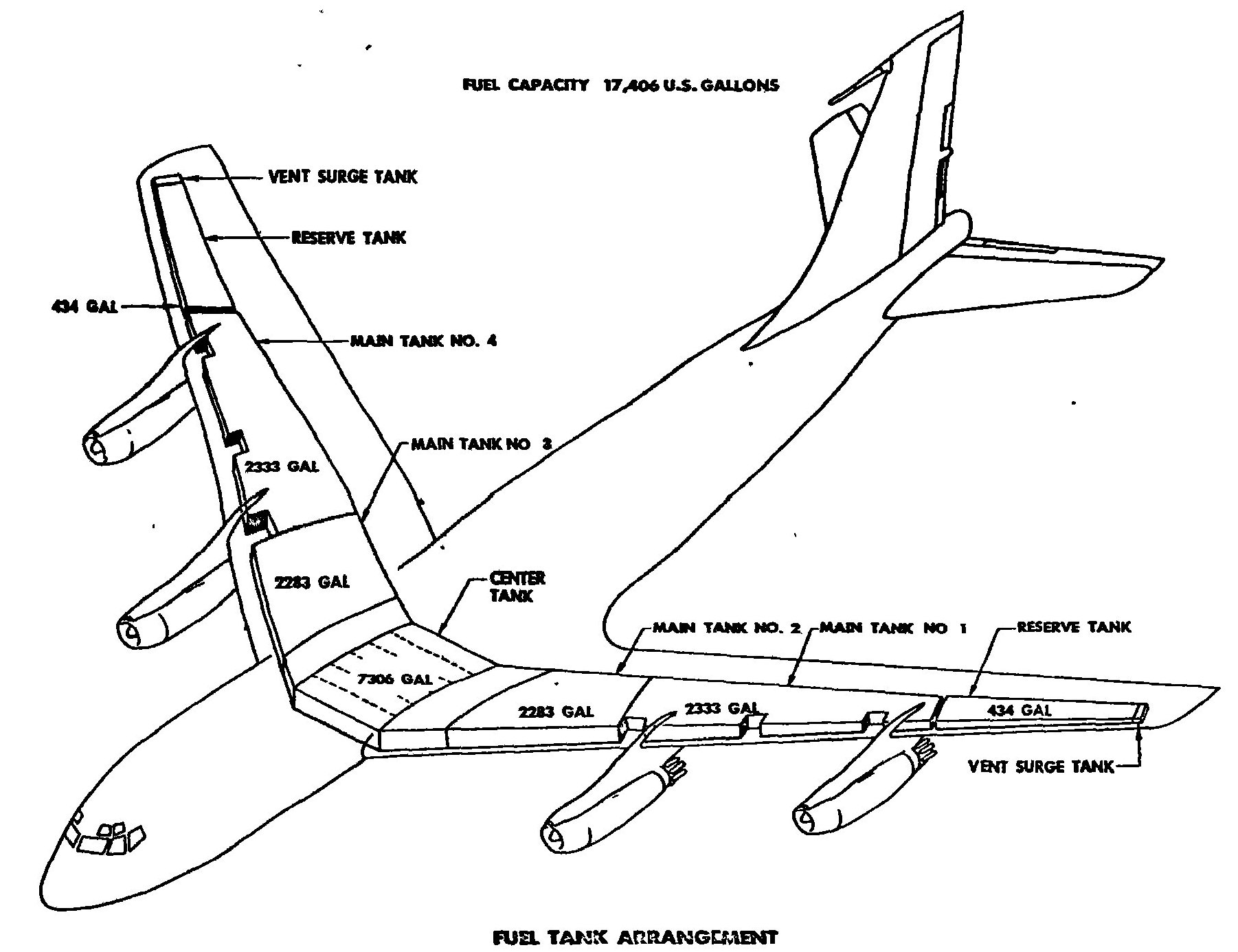
خريطة لخزان وقود طائرات بوينغ 707 حيث حدث الصاعقة وإنفجار خزان الوقود المركزي

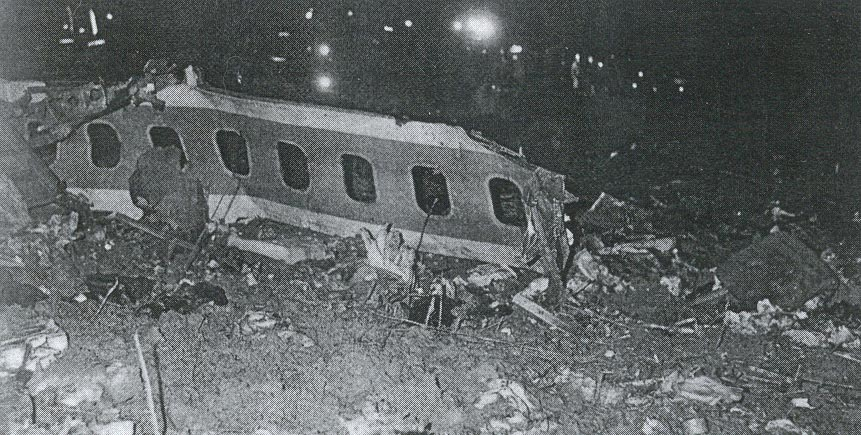
حطام الطائرة المنكوبة نفسها بالقرب من إلكتون بولاية ماريلاند في 8 ديسمبر 1963

بان آم الرحلة 214 (أيضا:حادث تحطم بلدة إلكتون وضحايا طائرة صاعقة إلكتون وصاعقة طائرة إلكتون) طائرة بوينغ 707-121 تحمل علي متنها 73 راكبا و8 من أفراد الطاقم في رحلة طيران من سان خوان إلي فيلادلفيا عبر واشنطن العاصمة في 8 ديسمبر 1963 بقيادة الكابتن جورج فريدريك كانوث البالغ من العمر 46 عاما والمساعد أول جون دايل البالغ من العمر 48 عاما ومهندس الرحلة جون ريتشارد «جاك» كانتلينر البالغ من العمر 33 عاما والمساعد الثاني بول أورينجير البالغ من العمر 42 عاما وأثناء منتصف الرحلة تعرضت الطائرة لصاعقة رعد وقال الطاقم قبل الانفجار والتحطم "نداء استغاثة، نداء استغاثة، نداء استغاثة... بان إم 214 تخرج عن نطاق السيطرة... ها نحن ذا" وعرفت من قبل موسوعة غينيس للأرقام القياسية «أسوأ حصيلة قتلي لصاعقة رعد» أنت صاعقة الرعد اخترقت الطائرة وخزانات الوقود في وسط الطائرة والجناحين وقد فجرا الوقود في الطائرة ووفاة 81 شخصا في إلكتون وكان شرطي ولاية ماريلاند الملازم دونالد هاش البالغ من العمر 23 عاما أول من وصل لموقع التحطم وكانت الحادثة درسا لصنع مواد تقاوم فيها الطائرات لضربات البرق والرعد وبعد 50 عاما من حادثة بان إم الرحلة 214 تم إنشاء نصب تذكاري لضحايا حادثة خطوط بان أمريكان العالمية في 8 ديسمبر 1963 ولم يتم نسيان اليوم من حيث التحطم والوفيات وذكرياتها العاطفية والذهنية.